# Joona Monto
Joona Monto (ur. 22 czerwca 1994 w Hyvinkää) – fiński hokeista.

## Kariera
- Jää-Ahmat U16 (2008-2009)
- HPK U16 (2009-2010)
- HPK U17 (2009-2010)
- HPK U18 (2010-2012)
- HPK U20 (2011-2015)
- HPK (2014/2015, 2015/2016)
- Peliitat (2014-2015)
- TuTo (2015-2016)
- SaPKo (2016-2018)
- Kiekko-Vantaa (2018-2019)
- Jokerit (2018)
- HPK (2019-2021)
  -  Kiekko-Vantaa (2019/2020)
  -  Peliitat (2019/2020)
- GKS Katowice (2021-2024)
- GKS Tychy (2024-)

Wychowanek klubu Jää-Ahmat. Od 2009 rozwijał karierę w drużynach juniorskich klubu HPK. W barwach seniorskiej ekipy HPK zagrał 10 spotkań w edycjach rozgrywek Liiga 2014/2015 i 2015/2016. W tych sezonach grał jednak głównie w zespołach Peliitat i TuTo w drugiej lidze Mestis. Od 2016 przez dwa lata ligi Mestis grał w SaPKo (w drugim sezonie był kapitanem). W edycji tej ligi 2018/2019 grał w barwach Kiekko-Vantaa. W międzyczasie 23 listopada 2018 rozegrał jeden mecz w barwach Jokeritu w rosyjskich rozgrywkach KHL, Przed sezonem 2019/2020 wrócił do HPK, w barwach którego zagrał dwa kolejne sezony. We wrześniu 2021 został zaangażowany przez GKS Katowice w rozgrywkach Polskiej Hokej Ligi. W maju 2022 przedłużył umowę z tym klubem. Od maja 2024 zawodnik GKS Tychy.
W sezonie 2012/2013 występował w reprezentacji Finlandii juniorów do lat 19.

## Sukcesy
Klubowe
- Srebrny medal U18 SM-sarja: 2010 z HPK U18
- Brązowy medal U20 SM-liiga: 2012, 2015 z HPK U20
- Złoty medal U20 SM-liiga: 2013 z HPK U20
- Finał Pucharu Finlandii: 2017 z SaPKo
- Złoty medal Mestis: 2017 z SaPKo
- Brązowy medal Mestis: 2018 z SaPKo
- Złoty medal mistrzostw Polski: 2022, 2023 z GKS Katowice, 2025 z GKS Tychy
- Superpuchar Polski: 2022 z GKS Katowice
- Srebrny medal mistrzostw Polski: 2024 z GKS Katowice
- Puchar Polski: 2024 z GKS Tychy

Indywidualne
- Mestis (2016/2017): drugi skład gwiazd